# Best Fake Smile
Best Fake Smile è un singolo del cantante britannico James Bay, pubblicato il 2 marzo 2016 dall'etichetta Republic Records come terzo estratto dal suo album di debutto Chaos and the Calm.

## Tracce
1. Best Fake Smile – 3:26